# Geron digitarius
Geron digitarius är en tvåvingeart som beskrevs av Cresson 1919. Geron digitarius ingår i släktet Geron och familjen svävflugor. Inga underarter finns listade i Catalogue of Life.